# De parel van Bagdad
De parel van Bagdad is het vierde stripverhaal uit de reeks van De Rode Ridder. Het is geschreven door Willy Vandersteen en getekend door hemzelf samen met medewerkers als Karel Verschuere en Eduard De Rop. De eerste albumuitgave was in 1960.

## Het verhaal
Na het aanhoren van de fantastische verhalen van een zeeman die net terug is uit Irak, raakt Johan slaags met enkele ordeverstoorders. Deze slagen erin om hem op een gewelddadige wijze aan boord van een schip naar Bagdad te brengen. Johan weet het vertrouwen van de scheepslui te winnen, maar slaat tijdens een storm overboord. Als hij strandt op de kusten wordt hij gevangengenomen en als slaaf meegevoerd naar Bagdad. Daar redt hij het leven van de kalief, en wordt vrijgelaten. Johan merkt al snel dat er 2 kampen zijn in de stad, de ene willen de slavenhandel afschaffen terwijl het andere kamp deze bron van rijkdom niet wil opgeven. Als blijkt dat de enige manier om de kalief te overtuigen van deze afschaffing een wondere parel is, gaat Johan die zoeken. Hij vindt de parel in een paleis van zwarte magiërs, waar na een strijd de parel zijn geheim prijs geeft. Het orakel uit de parel vertelt dat de enige optie om het rijk te redden tegen invallende Mongolen de slaven te bewapenen is. De kalief vindt dit echter dwaasheid en Johan verlaat Bagdad nadat zijn vriend Omar sterft. Niet lang hierna komt de stad ten val.